# Дюпюи, Николя
Никола Дюпюи (фр. Nicolas Dupuis; 6 января 1968, Мулен, Франция) — французский футболист, защитник, бывший главный тренер сборной Мадагаскара по футболу и французского клуба «Флёри 91».

## Клубная карьера
Дюпюи играл в любительский футбол в регионе Овернь — Рона — Альпы, выступая за такие клубы как: «Сувиньи», «Изюр», «Курнон-д'Овернь», «Бомонт» и «Тирс». За «Изюр» Дюпюи сыграл 682 игры во всех соревнованиях. 
В августе 1996 года Дюпюи был назначен главным тренером «Изюра». Будучи под руководством Николя, команда в 2006 году достигла Нацсьоналя, а также 4 января 2014 победила клуб Лиги 1 «Лорьян» в Кубке Франции сезона 2013/14 со счётом (1:0). Тем не менее, спустя 18 дней клуб проиграл «Лиону» (3:1) в 1/32 финала. В марте 2017 года стал главным сборной Мадагаскара по футболу.